# Heterospilus shoshonea
Heterospilus shoshonea är en stekelart som först beskrevs av Henry Lorenz Viereck 1907.  Heterospilus shoshonea ingår i släktet Heterospilus och familjen bracksteklar. Inga underarter finns listade i Catalogue of Life.